# Pilot Pen Tennis 2004 - Doppio
Il doppio del torneo di tennis Pilot Pen Tennis 2004, facente parte del WTA Tour 2004, ha avuto come vincitrici Nadia Petrova e Meghann Shaughnessy che hanno battuto in finale Martina Navrátilová e Lisa Raymond con il punteggio di 6–1, 1–6, 7–6(4).

## Teste di serie
1. Cara Black /  Rennae Stubbs (semifinali)
2. Nadia Petrova /  Meghann Shaughnessy (campionesse)

1. Martina Navrátilová /  Lisa Raymond (finale)
2. Alicia Molik /  Magüi Serna (semifinali)

## Tabellone

### Legenda
| - Q = Qualificato - WC = Wild card - LL = Lucky loser | - ALT = Alternate - SE = Special Exempt - PR = Protected Ranking | - w/o = Walkover - r = Ritirato - d = Squalificato |